# Église Saint-Pancrace d'Yvoire
Pour les articles homonymes, voir Église Saint-Pancrace.
L'église Saint-Pancrace d'Yvoire est une église catholique française, située en Haute-Savoie, sur la commune d'Yvoire. L'église est dédiée à saint Pancrace, qui subit le martyre à Rome au IIIe siècle.

## Historique
L'église et le chœur datent du XIIIe siècle.
La paroisse d'Yvoire dépendait de l'abbaye de Filly (Sciez), selon une bulle du pape Innocent IV de 1250.
L'église est agrandie en 1856 avec la mise en place d'un clocher à bulbe.
En 1983, la municipalité fait appel à la restauration du clocher qui est exposé par la rouille.[réf. nécessaire]
En 1989, le clocher est recouvert d’acier inoxydable type F17 et le coq en or, qui sont réalisés par une entreprise d'Excenevex.[réf. nécessaire]
En 2012, l'intérieur de l'église Saint-Pancrace est entièrement refait.